# Uebelmannia gummifera

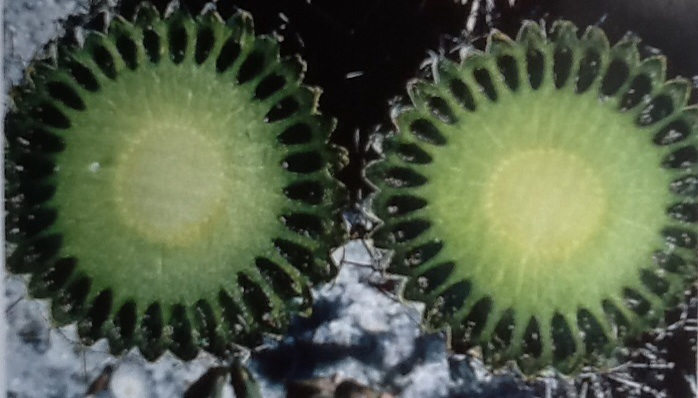
Querschnitt durch Uebelmannia gummifera mit Sicht auf die Schleimgänge

Uebelmannia gummifera ist eine Pflanzenart aus der Gattung Uebelmannia in der Familie der Kakteengewächse (Cactaceae). Das Artepitheton gummifer leitet sich von den lateinischen Worten gumma für ‚Gummi‘ sowie -fer für ‚-tragend‘ ab.

## Beschreibung
Uebelmannia gummifera wächst mit kugelförmigen bis etwas verlängerten Körpern, die Wuchshöhen von bis zu 10 Zentimetern und Durchmesser von bis zu 6 Zentimetern erreichen. In seltenen Fällen wurden kurz säulige und bis 40 Zentimeter hohe Exemplare gefunden. Unter der etwas rauen Epidermis befinden sich auffällige Schleimgänge. Die etwa 32 schmalen Rippen sind anfangs gehöckert. Die darauf befindlichen Areolen sind gräulich weiß. Der einzelne, graue Mitteldorn ist gerade und leicht abwärts gerichtet. Von den drei bis zu 5 Millimeter langen Randdornen ist einer etwas abwärts gerichtet.
Die leuchtend gelben Blüten sind bis zu 2 Zentimeter lang und erreichen Durchmesser von 1,5 Zentimetern. Die gelblich grünen Früchte sind bis zu 8 Millimeter lang und weisen Durchmesser von bis zu 6 Millimetern auf.

## Systematik, Verbreitung und Gefährdung
Uebelmannia gummifera ist im brasilianischen Bundesstaat Minas Gerais in der Serra de Ambrosia verbreitet und wächst auf Quarzgrus.
Die Erstbeschreibung als Parodia gummifera erfolgte 1949 durch Curt Backeberg und Otto Voll. Albert Frederik Hendrik Buining stellte die Art 1967 in die Gattung Uebelmannia.
Uebelmannia gummifera wird in Anhang I des Washingtoner Artenschutz-Übereinkommen geführt. In der Roten Liste gefährdeter Arten der IUCN von 2002 wurde sie als „Vulnerable (VU)“, d. h. gefährdet eingestuft. Im Jahr 2013 wird die Art als „Endangered (EN)“, d. h. als stark gefährdet geführt.

## Nachweise